# 衝突阻止能
衝突阻止能（しょうとつそしのう）は荷電粒子が物質中において衝突中に失う単位長さ当たりのエネルギーをいう。主に医療の分野において用いられる用語である。

## 式
荷電粒子の質量衝突阻止能は、主にベーテの式を用いて
と表される。
{\displaystyle I}は平均励起エネルギーで、{\displaystyle \delta }は密度効果の補正項である。特に、電子線における質量衝突阻止能は、
となる。ここで、{\displaystyle Z/A}は物質に依らずおおよそ1/2であるので、荷電粒子の質量衝突阻止能は近似的に物質の種類に依存しない。